# Jorge Bechara
Jorge Bechara (Buenos Aires, 1º dicembre 1969) è un regista e sceneggiatore argentino.

## Sentiero
Dopo aver studiato all'Istituto di arte cinematografica di Avellaneda (IDAC), si è specializzato in narrativa audiovisiva, dal 1993 al 1997 su Artear Canal 13, e dal 1997 al 2013, entrando a far parte del management team di Pol-Ka Producciones.
The direction of Truth Consequence (1997), Carola Casini (1997), Gasoleros (1998), Champions of life (1999/2000), El sodero de mi vida (2001), 099 Central (2002) ed Epitafios HBO (2004) ) tra le altre fiction prime time come Locas de amor (2004) e Amas de casa desesperadas (2006) di Buena Vista International.
Corre cicli del tempo centrale come Primicias (2000), 099 Central (2002), Soy gitano (2003), Hombres de honor (2005), Sos mi vida (2005), Son de fierro (2007),El hombre que volvió de la muerte (2007), Desperate housewives (2008), Por amor a vos (2008) e Enseñame a Vivir (2009), Malparida (2010), Heirs to a Vengeance (2011), Lobo (2012), Sos mi hombre (2012) e Farsantes (2013).
È stato uno sceneggiatore nel film Hunt (2001) e nel film girato in video 24 ore in Città (2003).
Membro fondatore del DOAT Argentine Director of Audiovisual Works nel 2012
Dal 2013 è membro del Consiglio televisivo professionale dei registi cinematografici argentini del DAC.
Nel 2015 lavora nel dipartimento Progetti di sviluppo / finzione di Non Stop Digital e DTVG.
Dirige l'unità annuale di Fundación Huésped, Una vida posible (2013), prodotta da Kocawa, la miniserie Ultimátum di 13 episodi (2015), prodotta da Bastiana Films e gli 80 episodi della serie Cuéntame HOW IT HAPPENED (2017) per Televisión Pública Argentina.
Dal 2018 dirige la serie Bia per The Walt Disney Company America Latina.
sceneggiatore
- Hunting (2002)

autore
- Hunting (2002)

Assistente alla regia
- 18-J (film) (2004) (episodio di Adrián Suar)
- Beyond the Limit (film) (1995)
- The Terrace (cortometraggio) (1992)
- Malevo (cortometraggio) (1990)

Secondo aiuto regia
- Fair Play (1996)

## TV
Attore
- Double filo (2006) (telefilm) ... Thug 1

Assistente alla regia
- Amas de casa desesperadas (Buena Vista International) (serie) (2006)
- Botines (miniserie) (2005)
- Locas de amor (2004)
- Epitafios (miniserie) (HBO) (2004)
- Soy gitano (serie) (2003)
- El sodero de mi vida (serie) (2001)
- Campeones de la vida (serie) (1999-2000)
- Gasoleros (serie) (1998)
- Carola Casini (serie) (1997)
- Verdad Consecuencia (serie) (1997)

Regista
- Bia (The Walt Disney Company Latin America) (120 episodi) (2019-2020)
- Cuéntame cómo pasó (Argentina) (80 episodi) (2017)
- Ultimatum (13 episodi) (2015)
- Una vida posible (telefilm) (2013)
- Farsantes (serie) (31 episodi) (2013)
- Sos mi hombre (serie) (40 episodi) (2012/13)
- Lobo (42 episodi) (2012)
- Herederos de una venganza (serie) (146 episodi) (2011-2012)
- Malparida (serie) (135 episodi) (2010)
- Enseñame a vivir (36 episodi) (2009)
- Por amor a vos (serie) (15 episodi) (2008)
- Amas de casa desesperadas (Buena Vista International ) (serie) (2008)
- El hombre que volvió de la muerte (serie) (7 episodi) (2007)
- Son de Fierro (serie) (132 episodi) (2007-2008)
- Sos mi vida (series) (24 episodi) (2006)
- Hombres de honor (serie) (100 episodi) (2005)
- Botines (miniserie) (1 episodio) (2005)
- Locas de amor (serie) (1 episodio) (2004)
- Soy gitano (serie) (59 episodes) (2003)
- 24 hs en la city  (film) (regista di un segmento) (2003)
- 099 central (serie) (24 episodi) (2002)
- El sodero de mi vida (serie) (28 episodi) (2001)
- Primicias (serie) (36 episodi) (2000)
- Campeones de la vida (serie) (50 episodi) (1999/2000)
- Gasoleros (serie) (21 episodi) (1998)
- Verdad Consecuencia (1 episodio) (1997)

Sceneggiatore
- 24 hs en la city (video film) (2003)

## Premi e riconoscimenti
- Menzione speciale dell'Associazione Director of Audiovisual Works for Televisión (DOAT) per la migliore regia televisiva nella categoria Youth Series di Bia (2019)
- Premio dei registi cinematografici argentini del DAC per la carriera professionale audiovisiva (2018)
- Premio APTRA Martín Fierro alla migliore regia di finzione per Cuéntame cómo pasó (2017) (nomination)
- Menzione speciale dell'Associazione Director of Audiovisual Works for Televisión (DOAT) per la migliore regia televisiva nella categoria Fiction Drama for Cuéntame cómo pasó (2017)
- Premio Tato dalla Camera argentina delle società di produzione televisiva indipendente (CAPIT) per la migliore regia televisiva nella categoria Dramma per Cuéntame cómo pasó (2017) (nomination)
- Premio APTRA Martín Fierro per la migliore regia di fiction di Farsantes (2013)
- Premio Tato dalla Camera argentina dei produttori televisivi indipendenti (CAPIT) per la migliore regia televisiva nella categoria Dramma di Farsantes (2013)
- Premio APTRA Martín Fierro per la migliore regia in Fiction per Malparida (2010) (nomination)